# Lilleborg
Lilleborg (dänisch für „kleine Burg“) war eine Mitte des 12. Jahrhunderts als eine königliche Befestigung im heutigen Waldgebiet Almindingen in der Mitte der dänischen Ostseeinsel Bornholm errichtete Burg. Heute ist sie eine Ruine.

## Geschichte
Die Burg wurde Mitte des 12. Jahrhunderts anstelle eines früheren Königsitzes, der nicht einmal einen Kilometer entfernten Wikingerfestung Gamleborg, errichtet, die etwa zur selben Zeit aufgegeben wurde. Sie liegt auf einem 16 Meter hohen Hügel, der im Mittelalter vollständig vom See Borresø umgeben war. Nur über eine von einem Turm gesicherte Zugbrücke war der Zugang zur Burg möglich. Auf diese Weise war die Lilleborg gut zu verteidigen.

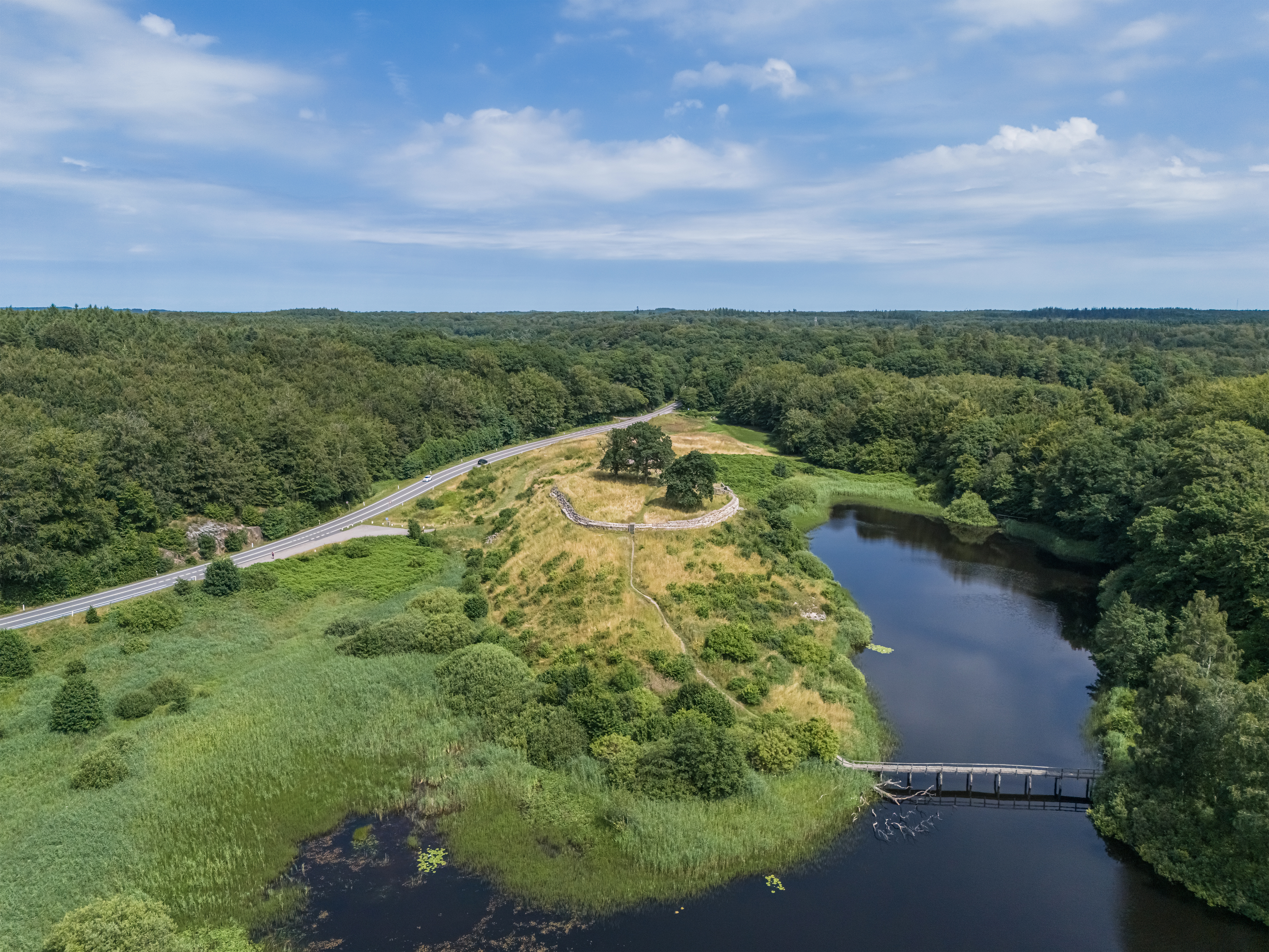
Luftbild Lilleborg

Mit ihrem Bau wollte der dänische König der Burg Hammershus, von der aus der mächtige Erzbischof Eskil von Lund den Großteil der Insel beherrschte, seinen eigenen Anspruch auf Bornholm entgegensetzen. Lilleborg war zwar deutlich kleiner, aber besser zu verteidigen als Gamleborg. Als Bauherr kommen Sven III. Grathe, Knut V. Magnusson oder Waldemar I. der Große, der von 1157 bis 1182 regierte, infrage. Von den beiden letzteren wurden Münzen gefunden.
Der Machtkampf zwischen Kirche und König führte auch zur Zerstörung der Burg: 1259 kam Fürst Jaromar II. von Rügen dem von König Christoph I. gefangengesetzten Erzbischof Jakob Erlandsen zur Hilfe und brannte die Lilleborg nieder. Es wurden jedoch Münzen nach dieser Zeit gefunden, was darauf hindeutet, das die Burg auch nach der Zerstörung bewohnt wurde.
Auf einem Stein der zerstörten Burg sind Schälchen zu erkennen, die auf dem Stein waren, bevor er zum Baumaterial der Burg wurde.